# Іван Кристіогло
Іван Кристіогло (гаг. Ivan Kristioglo; *1 червня 1952, с. Кірсова) — громадський і політичний діяч Гагаузії, автономного територіального утворення на півдні Молдови. Один із засновників Комратського Національного університету. У період з 1999 по 2003 депутат Народних Зборів Гагаузії, виконував обов'язки Голови (Башкана) автономії та Голови Народних Зборів.

## Біографія
Народився 1 червня 1952 в селі Кірсова в гагаузькій сім'ї. У 1973 закінчив педагогічний інститут Т. Г. Шевченка в Тирасполі за спеціальністю «Вчитель російської мови та літератури».
У 1990 очолив ініціативну групу зі створення в Комраті Національного університету, ставши згодом першим його ректором.
З 1993 по 1999 працював деканом факультету Національної культури. У тому ж році закінчив Одеський Державний Університет з дипломом викладача політичних наук і соціально-гуманістичних дисциплін.
У 1999 був обраний депутатом Народних Зборів Гагаузії і головою Постійної комісії з регулювання етики, парламентських петицій, відносин зі ЗМІ, міжетнічних відносин та функціонування мов.
У 2003 повернувся на роботу в Комратський Державний університет.
Одружений, має двох дітей.

## Політична діяльність
Законодавчий орган Гагаузії — Народні Збори складається з 35 депутатів, які обираються кожні чотири роки.
У 2001 доступ до влади в Молдові отримала комуністична партія, одним з депутатів в парламенті став екс-глава Гагаузії Георгій Табунщик. У Гагаузській автономній області комуністична партія отримала 80,5 % голосів, в середньому по країні 50 %.
У січні 2002 відбувся розкол в Народних Зборах. Більшість депутатів на чолі з Кристіогло не мало права приймати рішення, оскільки вони не були схвалені керівництвом НЗ, а меншість, на чолі з головою законодавчих зборів Михаїлом Кендіґеляном не могло діяти за відсутності кворуму. В результаті, діяльність законодавчої і виконавчої гілок влади автономії була блокована протягом п'яти місяців.
У квітні 2002 члени виконавчого комітету Гагаузії подали у відставку єдиним блоком. 23 травня 2002, депутати від Народної Асамблеї Гагаузії проголосували за відставку Михаїла Кендіґеляна з поста керівника Народних Зборів автономії, який обіймав цю посаду з 1999. За його звільнення проголосували 24 депутати, а проти цього рішення — вісім. Відповідно до правил і положень Народних Зборів Гагаузії, для прийняття такого рішення необхідно 23 голоси.
23 травня 2002 Кристіогло був обраний головою Народних Зборів Гагаузії. За його кандидатуру як голову Народних Зборів також проголосували 24 депутати.
21 червня 2002 під дією внутрішнього тиску і центральної влади, Дмитрій Кройтор подав у відставку. 10 липня 2002 Народні Збори обрали свого голову, Кристіогло, в ролі тимчасового глави (Башкана) Гагаузії.
Народні збори Гагаузії від 26 липня 2002 анулювали своє попередній рішення і призначив тимчасовим башканом Гагаузії Георгія Молла.
Це рішення було прийнято після того, як Генеральний прокурор автономії Георгій Лейч повідомив, що рішення Народних Зборів Гагаузії про призначення Кристіогло як тимчасового глави Гагаузії 10 липня 2002 є незаконним, оскільки таке рішення порушує принцип поділу повноважень.
Незадоволений відносинами з президентом Володимиром Вороніним, Кристіогло на чолі групи депутатів в серпні 2003 брав участь у зустрічі з членами Верховного ради в Придністров'ї в Тирасполі. Кристіогло повідомив журналістам, що гагаузькі депутати говорили з членами законодавчого органу про можливу участь представників Народних Зборів Комрат в роботі Спільної конституційної комісії.
Кристіогло був незадоволений тим, що гагаузька автономія була виключена з переговорів по створенню майбутньої молдавської федерації. Він приєднався до сил, які вимагали включити в переговори питання федералізму. Після цих дій, «комуністичний» башкан Георгій Табунщик прагнув до звільнення Кристіогло, але йому не вдалося домогтися потрібної кількості голосів. Однак депутати одностайним рішенням позбавили Кристіогло його права на заяви від імені Народних Зборів або її президії.
20 грудня 2003 був обраний новий голова Народних Зборів Гагаузії Степан Есір.
Після закінчення терміну повноважень депутата Народних Зборів, повернувся до педагогічної діяльності в Комратський Державний університет.